# 농담

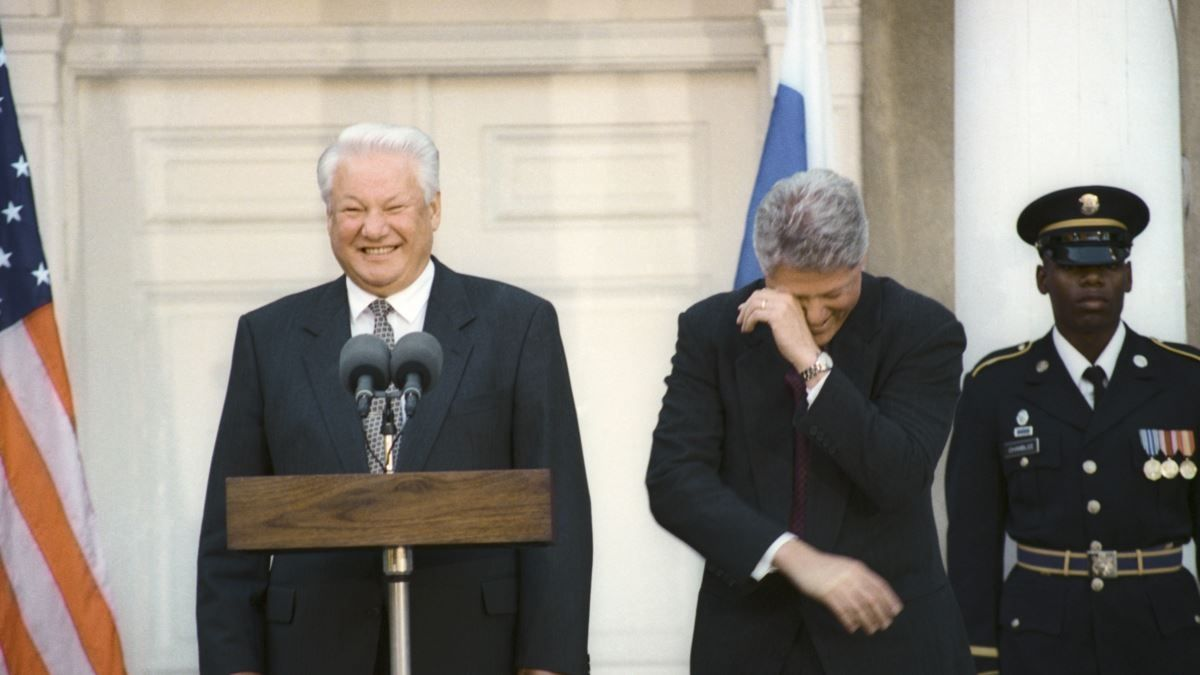
보리스 옐친과 빌 클린턴이 농담을 즐기고 있는 모습

농담(弄談, 문화어: 롱담, 영어: joke)은 실없이 놀리거나 장난으로 하는 말이자 해학적 표현이며, 우스개라고도 한다. 사람들의 웃음을 자아내게 하며 상대가 심각하게 받아들이도록 의도되지 않는다. 반어, 넌센스 등의 다른 수단으로 사용할 수도 있다.

## 조크 사이클
조크 사이클(joke cycle)은 일정한 말하기 구조이자 유머의 일종을 보여주는 단일 대상이나 상황에 관한 농담 모음집이다.
근래의 조크 사이클은 다음을 포함한다:
- 닭은 왜 길을 건너갔을까?
- 너는 소를 두 마리 가지고 있다
- NASA 조크 사이클[3]

## 참고 자료
- Simons, Elizabeth Radin (1986). “The NASA Joke Cycle: The Astronauts and the Teacher”. 《Western Folklore》 45 (4): 261–277. doi:10.2307/1499821. JSTOR 1499821.
- Smyth, Willie (October 1986). “Challenger Jokes and the Humor of Disaster”. 《Western Folklore》 45 (4): 243–260. doi:10.2307/1499820. JSTOR 1499820.
- Oring, Elliott (July–September 1987). “Jokes and the Discourse on Disaster”. 《The Journal of American Folklore》 100 (397): 276–286. doi:10.2307/540324. JSTOR 540324.

## 같이 보기
- 언어유희